# 크로노클 아샤
크로노클 아샤(일본어: クロノクル・アシャー)는 TV 애니메이션 《기동전사 V 건담》에 등장하는 가공의 인물이다. 성우는 단 토모유키가 담당하였다.

## 인물
잔스칼 제국의 장교이다. 첫 등장시의 계급은 중위였으나 이야기 초반에 대위로 승진한다. 그 후로 순조롭게 출세해 종반에는 중령 이상의 계급에까지 오른다.
여왕 마리아 피어 아모니아의 친동생이자 샤크티 카린의 삼촌이기도 하다. 나중에 그의 지휘 하에 들어오게 되는 알베오 피피니덴은 사관학교 시절의 선배이다.

## 같이 보기
- 기동전사 V 건담